# Asteriornis maastrichtensis
Asteriornis maastrichtensis ist einer der ältesten bekannten Vögel aus deren Kronengruppe, den Neornithes. Asteriornis maastrichtensis weist eine zuvor nicht dokumentierte Kombination der Merkmale von Hühnervögeln (Galliformes) und Gänsevögeln (Anseriformes) auf. Der Fossilfund ist von großem Wert für die Geschichte der Evolution der Vögel und schließt eine Wissenslücke zu deren Entwicklung. Das Vorkommen von Asteriornis maastrichtensis auf der Nordhalbkugel stellt die Hypothesen eines gondwanischen Ursprungs der Kronengruppe-Vögel in Frage, bis zu dem Fund wurde angenommen, dass sich moderne Vögel auf der Südhalbkugel entwickelt haben.

## Merkmale
Asteriornis maastrichtensis ist eine kleine Art der Pangalloanserae mit einem geschätzten, von der Länge der Hinterbeine abgeleiteten Körpergewicht von 394 g. Die meisten der wichtigen Schädelkomponenten befinden sich in ihrer ursprünglichen anatomischen Position. Allgemein ähnelt der prämaxillare Teil des Oberschnabels den rezenten Galliformes, insbesondere die leicht nach unten gekrümmte Spitze und die zierliche Konstruktion ohne verknöcherte Verbindungen zwischen den rostralen Teilen. Die Schnabelspitze ist ohne Haken, was Asteriornis von den meisten Galloanserae mit Ausnahme bestimmter Entenvögel und Presbyornithidae unterscheidet.

## Fund und Fundort
Das Fossil stammt aus der Fundschicht der Maastricht-Formation, die rund 66,8 bis 66,7 Millionen Jahre alt ist. Die Maastricht-Formation liegt direkt unterhalb und somit zeitlich nur wenige 100.000 Jahre vor der Kreide-Paläogen-Grenze, nach der die  Nicht-Vogel-Dinosaurier und zahlreiche andere Gruppen von Lebewesen ausgestorben sind.
Erhalten ist der nahezu vollständige Schädel und zugehörige postkraniale Teile einschließlich unvollständigem Femur, Tibiotarsus, Tarsometatarsus und Radius. Es ist eines der wenigen Fossilien der Vogel-Kronengruppe aus dem Mesozoikum und das erste der Vogel-Kronengruppe mit gut erhaltenem Schädel. Das Verhältnis von Tibiotarsuslänge (Unterschenkel) plus Tarsometatarsuslänge (Laufknochen) zu Femur (Oberschenkelknochen) übertrifft das der meisten baumbewohnenden Vögel. Tarsometatarsus und Tibiotarsus lassen darauf schließen, dass sie ursprünglich länger waren als die konservierten Teile, so dass der Hinterbein-Index in den Variationsbereich langbeiniger Bodenvögel fällt.
Fundort des Holotypus (Natuurhistorisch Museum Maastricht (NHMM) 2013 008) ist der Romontbos-Steinbruch Cimenterie Belge Réunie (CBR) (Aufschluss 61H-45) westlich von Eben-Emael, Provinz Lüttich, in Belgien. Die Fundstücke lagen direkt über dem Kontakt zwischen der obersten Lanaye Subformation (Member) der Gulpen-Formation und der darüber liegenden Valkenburg Subformation der Maastricht-Formation. Konserviert waren sie in einer Matrix aus vergleichsweise feinkörnigem, weichem, hellgelben Biocalcarenit mit geringem makrofossilen Gehalt, die der typischen Lithologie des unteren Teils der Maastricht-Formation (Valkenburg- und Gronsveld-Subformation) entspricht.

## Etymologie
Asteriornis bezieht sich auf die Titanide Asteria und das griechische Wort für Vogel, ornis. In der Griechischen Mythologie ist Asteria die Göttin der Sternschnuppen, ein Bezug zum Meteoriteneinschlag zur Kreide-Paläogen-Grenze. Sie verwandelte sich in eine Wachtel, einen Hühnervogel, was den Bezug von Asteriornis zu den Galloanserae widerspiegelt. Der Artzusatz maastrichtensis bezieht sich auf die Herkunft des Holotypus, die Maastricht-Formation.